# Crawling (노래)
《Crawling》(크롤링)은 린킨 파크의 정규 음반 Hybrid Theory의 5번째 트랙이자 2번째 싱글 음반이다. 2001년에 발매되어 2002년 그래미상 최고의 하드 록 퍼포먼스 부문에서 수상했다.

## 곡
"Crawling" 은 린킨 파크 노래 중 랩핑이 얼마 없는 노래 중 하나이다. 마이크 시노다는 유일하게 후렴전만 반복한다. 또한 악보에는 일렉트로니카 신스, 턴테이블스 스크래치가 들어가 있으며, 후렴구에는 체스터 베닝턴의 불안한 마음이 가득 담긴 가사로 이루어져 있다.
데모 버전에는 마지막 후렴 전 마이크 시노다의 랩핑이 나오기도 한다.

## 뮤직비디오
뮤직비디오 감독은 브라더스 스트라우스가 제작했다. 뮤직비디오의 주요 내용은 젊은 여자가 집안 관계와 자신 개인적인 문제를 그리고 있다. 휴식의 공간의 주위에 있는 크리스털 사이에서 내적으로 갈등하는 여자의 모습을 그리고 있으나 마지막에 크리스털이 물러날 즈음, 모든 갈등은 해소된다.
원래 뮤직비디오는 전체적으로 어두운 엔딩을 처음에 만들었으나 워너 브라더스 측에서 거절해 현 뮤직비디오 엔딩이 만들어졌다. 또한 피닉스 파렐이 린킨 파크에 재합류후 찍은 첫 번째 뮤직비디오이다.

## 트리비아
- 미국 카툰네트워크에서 방송되었던 신기동전기 건담W OST로 사용되었었다.
- 2008년 프로젝트 레볼루션에서 크리스 코넬과 함께 공연하였다.

## 수록곡

### 싱글
1. "Crawling" - 3:21
2. "Papercut" (Live on BBC Radio One) - 3:21
3. "Behind the Scenes Bonus Footage" - 9:56

## 차트
| 차트                      | 순위 |
| ------------------------- | ---- |
| 빌보드 핫 100             | 74   |
| 빌보드 팝 100             | 73   |
| 빌보드 메인스트림 록 트랙 | 4    |
| 빌보드 에어플레이 차트    | 75   |
| 영국 싱글 차트            | 16   |
| 호주 싱글 차트            | 33   |
| 독일 싱글 차트            | 36   |
| 연합 세계 차트            | 1    |